# Олимпа, Кевин
Кевин Олимпа (фр. Kevin Olimpa; 10 марта 1988, Париж) — французский и мартиникский футболист, вратарь сборной Мартиники и футбольного клуба «Сант-Жулия».

## Клубная карьера
Начав футбольную карьеру в Академии Клерфонтен, он перешёл в «Бордо», подписав контракт с молодёжным составом до конца сезона 2005/06. Подписал свой первый профессиональный контракт в четверг, 29 мая 2008, сроком на один год.
Сыграл свой первый профессиональный матч 8 ноября 2008 года, выйдя в матче с «Осер» на замену вместо травмированного Матье Вальверда. Кевин был отдан в аренду в клуб «Анже».
После аренды в 2010 году вернулся в «Бордо». К тому времени место основного голкипера команды прочно закрепил за собой Седрик Каррассо, поэтому Олимпа снова стал вратарём-дублёром.
В августе 2014 перешёл в клуб чемпионата Греции «Платаниас».

## Карьера в сборной
Играл за сборные Франции до 17 лет и до 21 года, являясь одной из самых больших надежд французского футбола.
В декабре 2012 года присоединился к сборной Мартиники перед началом Карибского кубка 2012. На турнире сыграл во всех трёх матчах группового этапа, в которых пропустил только один мяч. Благодаря успешному выступлению на Карибском кубке Мартиника квалифицировалась на Золотой кубок КОНКАКАФ 2013. На турнире Олимпа провёл все три матча, в которых пропустил четыре мяча.

## Достижения
«Бордо»
- Чемпион Франции: 2008/09
- Обладатель Кубка Франции: 2012/13
- Обладатель Кубка Французской лиги: 2008/09
- Обладатель Суперкубка Франции: 2008